# 张正 (明朝)
张正（1434年—？），字中立，浙江海鹽縣人，雲南大理衛軍籍，明朝政治人物。同进士出身。

## 生平
景泰七年（1456年）丙子科雲南鄉試第一名，成化二年，會試第二十一名。殿試第三甲第二名。曾任福建建宁府知府。